# Quecksilber(II)-benzoat
Quecksilber(II)-benzoat ist eine chemische Verbindung des Quecksilbers aus der Gruppe der Carbonsäuresalze.

## Gewinnung und Darstellung
Quecksilber(II)-benzoat kann durch die Zugabe von Kaliumbromid zu einer Lösung von Quecksilberionen und Benzoesäure gewonnen werden.

## Eigenschaften
Quecksilber(II)-benzoat ist ein brennbarer, schwer entzündbarer Feststoff, der löslich in Wasser ist. Das weiße geruchlose Monohydrat ist wenig löslich in Ethanol. Es hydrolysiert in kochendem Wasser.

## Verwendung
Quecksilber(II)-benzoat wurde früher als Arzneimittel in der Behandlung der Syphilis verwendet.